# Numero decagonale
Un numero decagonale è un numero poligonale che rappresenta un decagono. L'n-esimo numero decagonale è dato dalla formula 4n2 - 3n, con n > 0. I primi numeri decagonali sono:
1, 10, 27, 52, 85, 126, 175, 232, 297, 370, 451, 540, 637, 742, 855, 976, 1105, 1242, 1387, 1540, 1701, 1870, 2047, 2232, 2425, 2626, 2835, 3052, 3277, 3510, 3751, 4000, 4257, 4522, 4795, 5076, 5365, 5662, 5967, 6280, 6601, 6930, 7267, 7612, 7965, 8326, 8695, 9072, 9457, 9850
L'n-esimo numero decagonale può anche essere calcolato sommando il quadrato di n al triplo dell'(n-1)-esimo numero eteromecico, o, in formula, {\displaystyle D_{n}=n^{2}+3(n^{2}-n)}.
I numeri decagonali hanno parità alternata.